# 島田市
島田市（しまだし）は、静岡県の中部、大井川の両岸に位置する都市。

## 概要
江戸時代では東海道の宿場町として盛えた。市内を流れる大井川は、江戸の防衛上の理由から架橋を禁止されたため人足による川越制度が敷かれた。
1879年（明治12年）に蓬萊橋が架けられるまで、この制度は続けられた。
箱根八里は馬でも越すが、越すに越されぬ大井川—箱根馬子唄
の一節が有名で、川止め（雨などで川越が禁止される事）の時、両岸の嶋田宿と金谷宿は、「さながら江戸のよう」な賑わいを見せた。
戊辰戦争の後、幕藩体制の崩壊に伴って失業した将軍警護隊たちは、市南部の初倉・金谷地区から遠江国の一部（牧之原市や菊川市）に渡って広がる牧之原台地の開墾を始め、これによって現在、牧之原台地は全国有数の大茶園地帯となっている。
また文金高島田や島田髷の発祥地であり、髷に因み「島田髷まつり」が開かれる。
大井川鐵道のSLや蓬萊橋といったロケーションなどから、江戸時代〜戦後の高度成長期に時代設定されているドラマや映画のロケでよく使用される。

### 都市情報
2015年より、地球上でもっとも緑茶を愛する街として、市民参加型シティプロモーション「島田市緑茶化計画」を推進している。

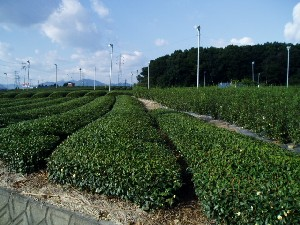
茶の生産が盛んな牧之原台地
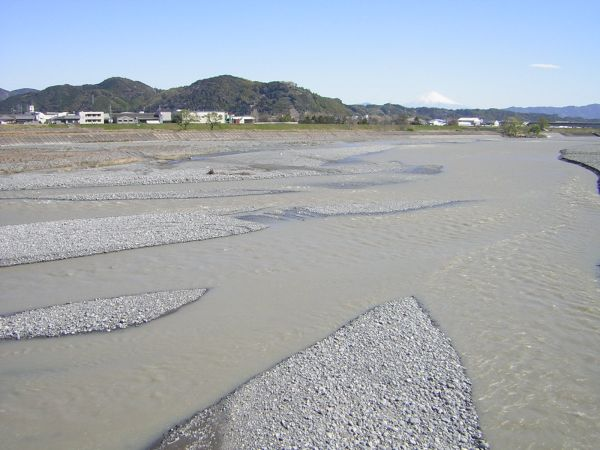
大井川

## 地理

### 位置
島田市は静岡県の中部、志太平野に位置する。
駿河国と遠江国の境界線でもある大井川沿いの駿河川側に位置するため、自然地理的にも人文地理的にも島田市が東西の境界線となっており、島田市から西と東では地形地質も食文化も大きく異なっている。

島田市中心部周辺の空中写真。市中心部の南側を大井川が北西側から東へ流れる。1988年撮影の6枚を合成作成。
。

### 地形

#### 山岳
主な山
- 粟ヶ岳
- 高尾山
- 火剣山

#### 河川
主な川
- 大井川
- 大津谷川
- 伊太谷川
- 伊久美川
- 湯日川
- 大代川
- 栃山川など。

#### 湖沼
主な湖
- 笹間川ダム（ダム湖）

### 人口
| |                                        |  |
| 島田市と全国の年齢別人口分布（2005年） | 島田市の年齢・男女別人口分布（2005年） |  |
| ■紫色 ― 島田市 ■緑色 ― 日本全国 | ■青色 ― 男性 ■赤色 ― 女性              |  |
| 島田市（に相当する地域）の人口の推移 \| 1970年（昭和45年） \| 96,613人 \| \| \| 1975年（昭和50年） \| 98,998人 \| \| \| 1980年（昭和55年） \| 100,519人 \| \| \| 1985年（昭和60年） \| 102,086人 \| \| \| 1990年（平成2年） \| 103,149人 \| \| \| 1995年（平成7年） \| 103,490人 \| \| \| 2000年（平成12年） \| 102,585人 \| \| \| 2005年（平成17年） \| 102,108人 \| \| \| 2010年（平成22年） \| 100,276人 \| \| \| 2015年（平成27年） \| 98,112人 \| \| \| 2020年（令和2年） \| 95,719人 \| \| |                                        |  |
| 総務省統計局 国勢調査より |                                        |  |
| 1970年（昭和45年） | 96,613人                               |  |
| 1975年（昭和50年） | 98,998人                               |  |
| 1980年（昭和55年） | 100,519人                              |  |
| 1985年（昭和60年） | 102,086人                              |  |
| 1990年（平成2年） | 103,149人                              |  |
| 1995年（平成7年） | 103,490人                              |  |
| 2000年（平成12年） | 102,585人                              |  |
| 2005年（平成17年） | 102,108人                              |  |
| 2010年（平成22年） | 100,276人                              |  |
| 2015年（平成27年） | 98,112人                               |  |
| 2020年（令和2年） | 95,719人                               |  |

### 隣接自治体・行政区
静岡県
- 静岡市（葵区）
- 浜松市（天竜区）
- 藤枝市
- 掛川市
- 菊川市
- 牧之原市
- 焼津市
- 榛原郡：吉田町、川根本町
- 周智郡：森町

## 地域

### 島田地区
- 島田（しまだ）地区
  - 旭（あさひ）：一丁目～三丁目
  - 稲荷（いなり）：一丁目～四丁目
  - 扇町（おうぎまち）
  - 大井町（おおいちょう）
  - 大川町（おおかわちょう）
  - 大津通（おおつどおり）
  - 御仮屋町（おかりやちょう）
  - 河原（かわら）：一丁目・二丁目
  - 祇園町（ぎおんちょう）
  - 幸町（さいわいちょう）
  - 栄町（さかえちょう）
  - 新田町（しんでんちょう）
  - 新町通（しんまちどおり）
  - 高砂町（たかさごちょう）
  - 中央町（ちゅうおうちょう）
  - 中河町（なかがわちょう）
  - 中溝（なかみぞ）：四丁目
  - 中溝町（なかみぞちょう）
  - 旗指（はっさし）
  - 日之出町（ひのでちょう）
  - 宝来町（ほうらいちょう）
  - 本通（ほんとおり）：一丁目～七丁目
  - 松葉町（まつばちょう）
  - 三ッ合町（みつあいちょう）
  - 南（みなみ）：一丁目・二丁目
  - 宮川町（みやがわちょう）
  - 向島町（むかいじまちょう）
  - 向谷（むくや）：一丁目～四丁目
  - 向谷元町（むくやもとまち）
  - 元島田（もとしまだ）
  - 元島田東町（もとしまだひがしちょう）
  - 柳町（やなぎまち）
  - 横井（よこい）：一丁目～四丁目
  - 若松町（わかまつちょう）
- 伊久身（いくみ）地区
  - 伊久美（いくみ）
  - 笹間下（ささましも）
  - 身成（みなり）

- 大津（おおつ）地区
  - 大草（おおくさ）
  - 尾川（おがわ）
  - 落合（おちあい）
  - 千葉（ちば）
  - 野田（のだ）
  - ばらの丘（ばらのおか）：一丁目・二丁目
- 大長（おおなが）地区
  - 伊太（いた）
  - 鵜網（うあみ）
  - 相賀（おおか）
  - 神座（かんざ）
- 初倉（はつくら）地区
  - 井口（いぐち）
  - 大柳（おおやなぎ）
  - 大柳南（おおやなぎみなみ）
  - 岡田（おかだ）
  - 阪本（さかもと）
  - 月坂（つきざか）：一丁目・二丁目
  - 中河（なかがわ）
  - 船木（ふなき）
  - 牧之原（まきのはら）
  - 南原（みなみはら）
  - 湯日（ゆい）
- 六合（ろくごう）地区
  - 阿知ケ谷（あちがや）
  - 御請（おうけ）
  - 岸（きし）
  - 岸町（きしちょう）
  - 高島町（たかじまちょう）
  - 道悦（どうえつ）：一丁目～五丁目
  - 道悦島（どうえつじま）
  - 東光寺（とうこうじ）
  - 東町（ひがしちょう）
  - 細島（ほそじま）

### 金谷地区
- 牛尾（うしお）
- 大代（おおじろ）
- 金谷東（かなやあずま）：一丁目・二丁目
- 金谷泉町（かなやいずみちょう）
- 金谷扇町（かなやおうぎちょう）
- 金谷上十五軒（かなやかみじゅうごけん）
- 金谷金山町（かなやきんざんちょう）
- 金谷栄町（かなやさかえちょう）
- 金谷坂町（かなやさかまち）
- 金谷猪土居（かなやししどい）
- 金谷清水（かなやしみず）
- 金谷下十五軒（かなやしもじゅうごけん）
- 金谷城山町（かなやしろやまちょう）
- 金谷新町（かなやしんまち）

- 金谷田町（かなやたまち）
- 金谷代官町（かなやだいかんちょう）
- 金谷天王町（かなやてんのうちょう）
- 金谷中町（かなやなかまち）
- 金谷二軒家（かなやにけんや）
- 金谷根岸町（かなやねぎしちょう）
- 金谷富士見町（かなやふじみちょう）
- 金谷古横町（かなやふるよこちょう）
- 金谷本町（かなやほんまち）
- 金谷緑町（かなやみどりちょう）
- 金谷南町（かなやみなみちょう）
- 金谷都町（かなやみやこちょう）
- 金谷宮崎町（かなやみやざきちょう）
- 神尾（かみお）

- 神谷城（かみやしろ）
- 菊川（きくがわ）
- 切山（きりやま）
- 佐夜鹿（さよしか）
- 志戸呂（しとろ）
- 島（しま）
- 高熊（たかくま）
- 竹下（たけした）
- 番生寺（ばんしょうじ）
- 福用（ふくよう）
- 横岡（よこおか）
- 横岡新田（よこおかしんでん）

### 川根地区
- 川根町家山（かわねちょういえやま）
- 川根町上河内（かわねちょうかみごうち）
- 川根町笹間上（かわねちょうささまかみ）

- 川根町笹間下（かわねちょうささましも）
- 川根町笹間渡（かわねちょうささまど）
- 川根町葛籠（かわねちょうつづら）

- 川根町抜里（かわねちょうぬくり）
- 川根町身成（かわねちょうみなり）

## 歴史

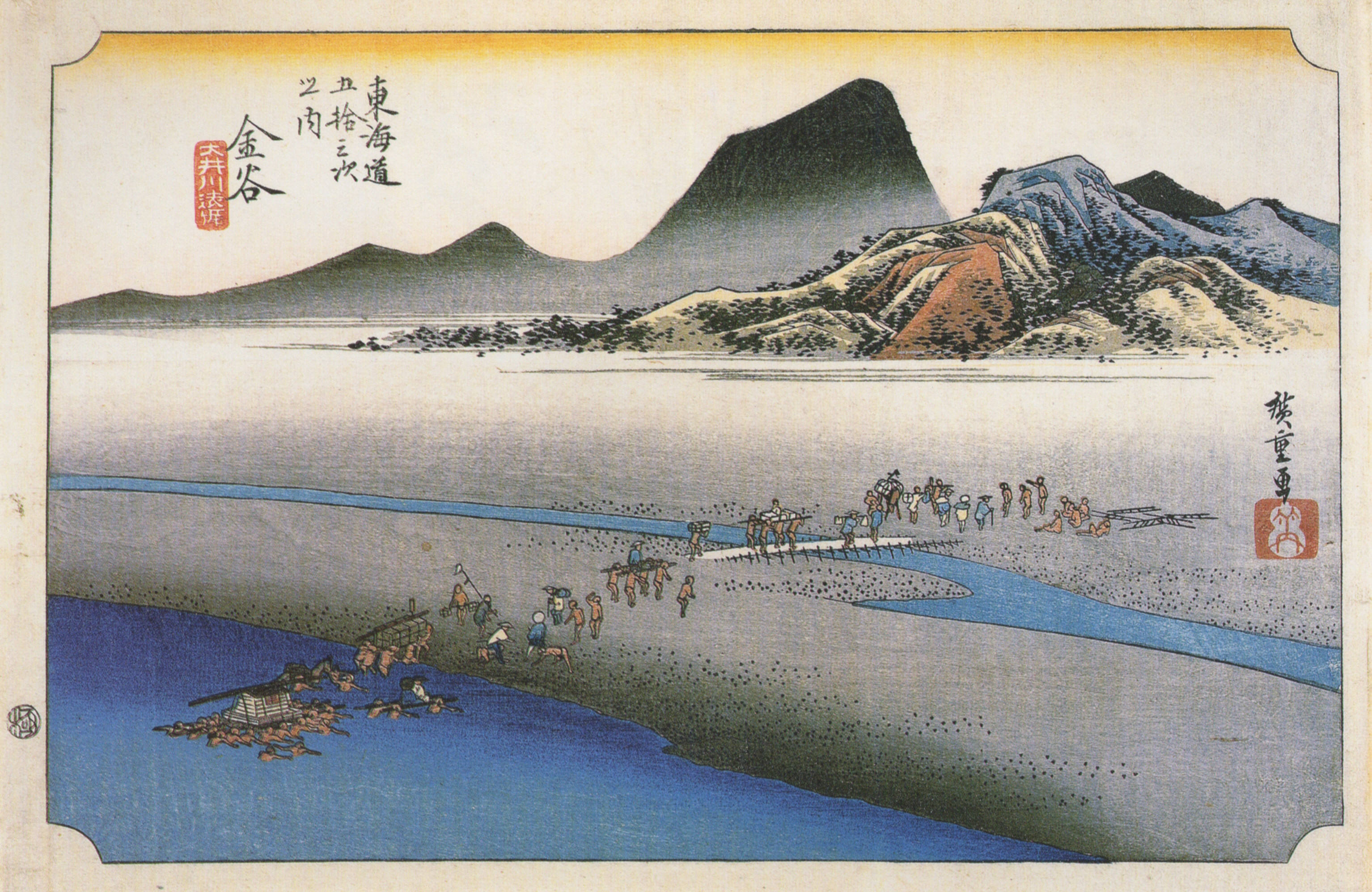
金谷宿を描いた歌川広重作「東海道五十三次之内金谷」

### 近世
安土桃山時代
- 1590年（天正18年）：中村一氏、山内一豊らにより相賀（旧島田市）と牛尾（旧金谷町）間が掘削、牛尾と横岡の間に堤防が築かれ、大井川の流路が変更されたことにより平野部の開発が進む（天正の瀬替え）。
- 1601年（慶長6年）：東海道の23番目の宿場町として嶋田宿、24番目の宿場町として金谷宿が設置される。

江戸時代
- 天領（幕府直轄領）として島田陣屋（島田代官所）が設置される[3]。

### 近代
明治時代

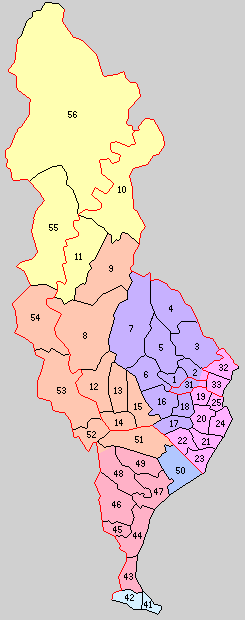
大井川流域の町村制施行時の町村。14が島田町。(8.伊久身村 12.大長村 13.大津村 15.六合村 51.榛原郡初倉村 52.榛原郡金谷町 53.榛原郡五和村)

- 1869年（明治2年）：旧徳川家の藩士が、牧之原台地に茶園を開く。
- 1871年（明治4年）8月29日：廃藩置県で静岡県に属する。
- 1879年（明治12年）：大井川に蓬萊橋が架けられる。
- 1889年（明治22年）
  - 4月1日：町村制施行により、志太郡島田町、榛原郡金谷町、五和村等が発足。
  - 4月16日：東海道本線島田駅開業。

昭和時代
- 1945年（昭和20年）7月26日：扇町普門院付近に模擬原爆が投下される（島田空襲）。

### 現代
昭和時代
- 1948年（昭和23年）

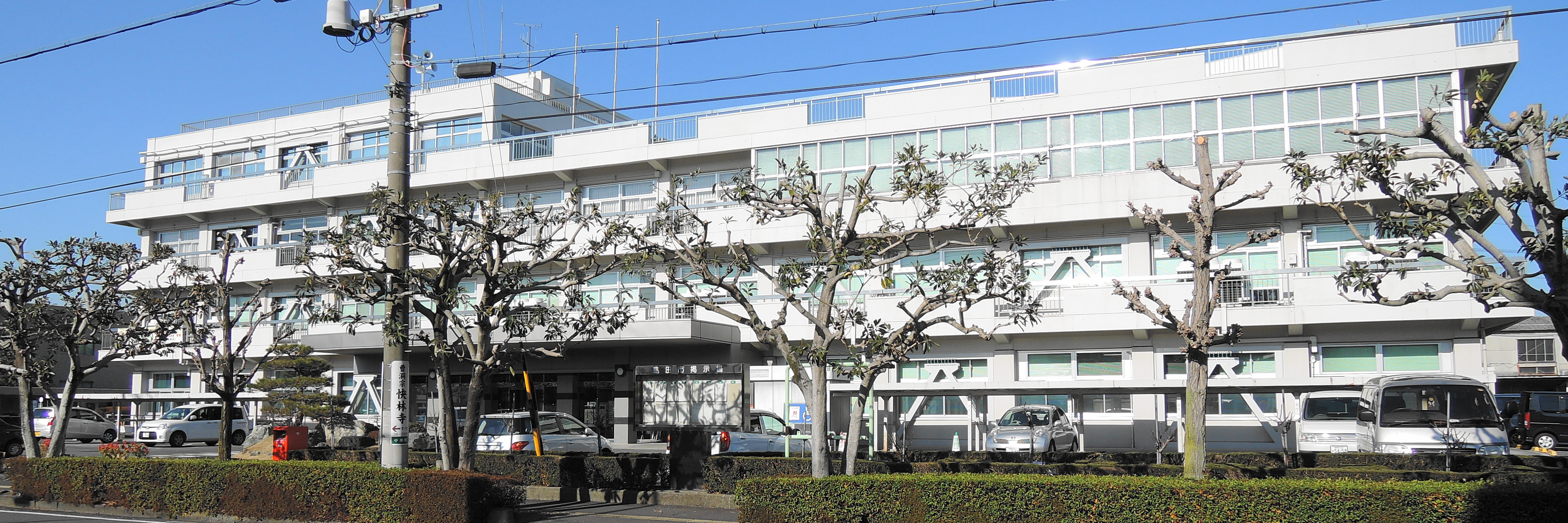
旧島田市役所庁舎（2014年1月）

  - 1月1日：島田町が市制施行し、島田市となる。
  - 8月1日：島田市歌を制定。
- 1955年（昭和30年）
  - 1月1日：志太郡六合村、大津村、大長村、伊久身村南部を編入。
  - 4月1日：川根町笹間下の一部を編入。
- 1957年（昭和32年）：榛原郡金谷町と五和村が合併し、新たに榛原郡金谷町が発足。
- 1961年（昭和36年）6月1日：榛原郡初倉村を編入。

平成時代
- 1997年（平成9年）12月：蓬萊橋が「世界最長の歩行者専用木造橋」としてギネスブックに登録された。
- 2005年（平成17年）5月5日：双子都市の島田市と榛原郡金谷町が合併し、新たに島田市が発足。
- 2008年（平成20年）4月1日：榛原郡川根町を編入。
- 2009年（平成21年）6月4日：静岡空港が開港。
- 2011年（平成23年）1月9日：島田市歌の歌詞を合併前のものから全面改訂し、改めて制定。
- 2023年（令和5年）10月10日：島田市役所新庁舎開庁[4]。

## 政治

### 行政

#### 市長
歴代市長
| 代   | 氏名     | 就任日        | 退任日        | 備考       |
| ---- | -------- | ------------- | ------------- | ---------- |
| 初代 | 桜井勝郎 | 2005年5月29日 | 2013年5月28日 | 旧島田市長 |
| 2代  | 染谷絹代 | 2013年5月29日 | 現職          |            |

#### 役所
市役所
- 島田市役所
  - 島田市役所金谷庁舎
  - 島田市役所川根庁舎

#### 都市基盤整備
- 島田駅周辺整備：南口設置計画が進行中
- 中心市街地区画整理：商店街の区画整理事業

#### 市章
市章は、島田市の「S」の字をかたどり、東海道の中心から全国に広がる躍動感あふれるデザインである。青は大井川を、緑はお茶を表し、豊かな自然をイメージしている。

#### 市旗
地色が緑色で、市章が白抜きとなっている。

#### 島田市民憲章
さやかなる大井川越すに越されぬは昔のこと　今では　心の架け橋が市民を結ぶ
山並みに汽笛が響き　お茶香る　健やかなくらし
尊敬・信頼・感謝のもとに　みんなで幸せ分かち合うまち　島田市
歴史と伝統を重んじ　明日への飛躍を願いながら
思いやりにあふれる　誰にでも優しいまちづくりを目指し
わたしたちは　ここに市民憲章を謳う
わたしたち島田市民は
しぜん　文化 そして 人権を　尊びます
まつり　スポーツ そして 子育てを　楽しみます
だれもが　歴史　産業　そして 協働を　讃えます
しごと　学習　そして 健康　づくりに　励みます
みんなで創　ります　わたしたちのふるさと　わたしのまち島田
（2015年11月1日制定）

### 議会

#### 市議会
島田市議会
- 定数：20名
- 任期：令和7（2025）年5月29日～令和11（2029）年5月28日[5]
- 議長：清水 唯史（創造島田）
- 副議長：大関 衣世（公明党島田市議会）

| 会派名                | 議席数 | 議員名                                                         |
| --------------------- | ------ | -------------------------------------------------------------- |
| 清風の会              | 6      | 曽根 達裕、石川 晋太郎、井上 篤、瀧 好伸、三村 隆久、横山 香理 |
| 創造島田              | 2      | 内田 修、清水 唯史                                             |
| 日本共産党 島田市議団 | 2      | 四ツ谷 恵、望月 史彦                                           |
| 輝く島田              | 2      | 天野 弘、横田川 真人                                           |
| 公明党 島田市議会     | 2      | 川合 利也、大関 衣世                                           |
| 無会派                | 6      | 青山 真虎、岩﨑 好美、大石 歩真、仲田 明、松本 晃、八木 伸雄   |
| 計                    | 20     |                                                                |

#### 県議会
静岡県議会
- 選挙区：島田市・榛原郡北部選挙区
- 定数：2名
- 任期：2019年（平成31年）4月30日 - 2024年（令和5年）4月29日[5]

| 氏名     | 会派名           | 当選回数 |
| -------- | ---------------- | -------- |
| 伊藤育子 | 自民改革会議     | 3        |
| 大池幸男 | ふじのくに県議団 | 2        |

※2014年（平成26年）4月4日現在。

#### 国会
衆議院
- 任期：2021年（令和3年）10月31日 - 2025年（令和7年）10月30日（「第49回衆議院議員総選挙」参照）

| 選挙区                                                                             | 議員名   | 党派名     | 当選回数 | 備考   |
| ---------------------------------------------------------------------------------- | -------- | ---------- | -------- | ------ |
| 静岡県第2区（島田市、藤枝市、焼津市、 牧之原市、御前崎市（旧御前崎町域）、榛原郡） | 井林辰憲 | 自由民主党 | 4        | 選挙区 |

## 出先機関・施設

### 施設

#### 警察
本部
- 静岡県警察 島田警察署

#### 消防
本部
- 静岡市消防局（消防広域化前は島田市消防本部）

消防署
- 島田消防署 
  - 六合出張所
  - 初倉出張所
  - 金谷出張所
  - 川根南出張所
  - 川根北出張所

#### 医療・福祉
主な病院
- 島田市立総合医療センター

#### 郵便局
主な郵便局
- 島田郵便局
- 金谷郵便局
- 川根郵便局

#### 図書館
- 島田市立島田図書館
- 島田市立金谷図書館
- 島田市立川根図書館

#### 文化施設
博物館
- 島田市博物館（本館・分館）

#### 運動施設
- 島田市総合スポーツセンター ローズアリーナ
- 島田市陸上競技場[6]
- 島田球場
- 大井川マラソンコース「リバティ」

## 対外関係

### 姉妹都市・提携都市

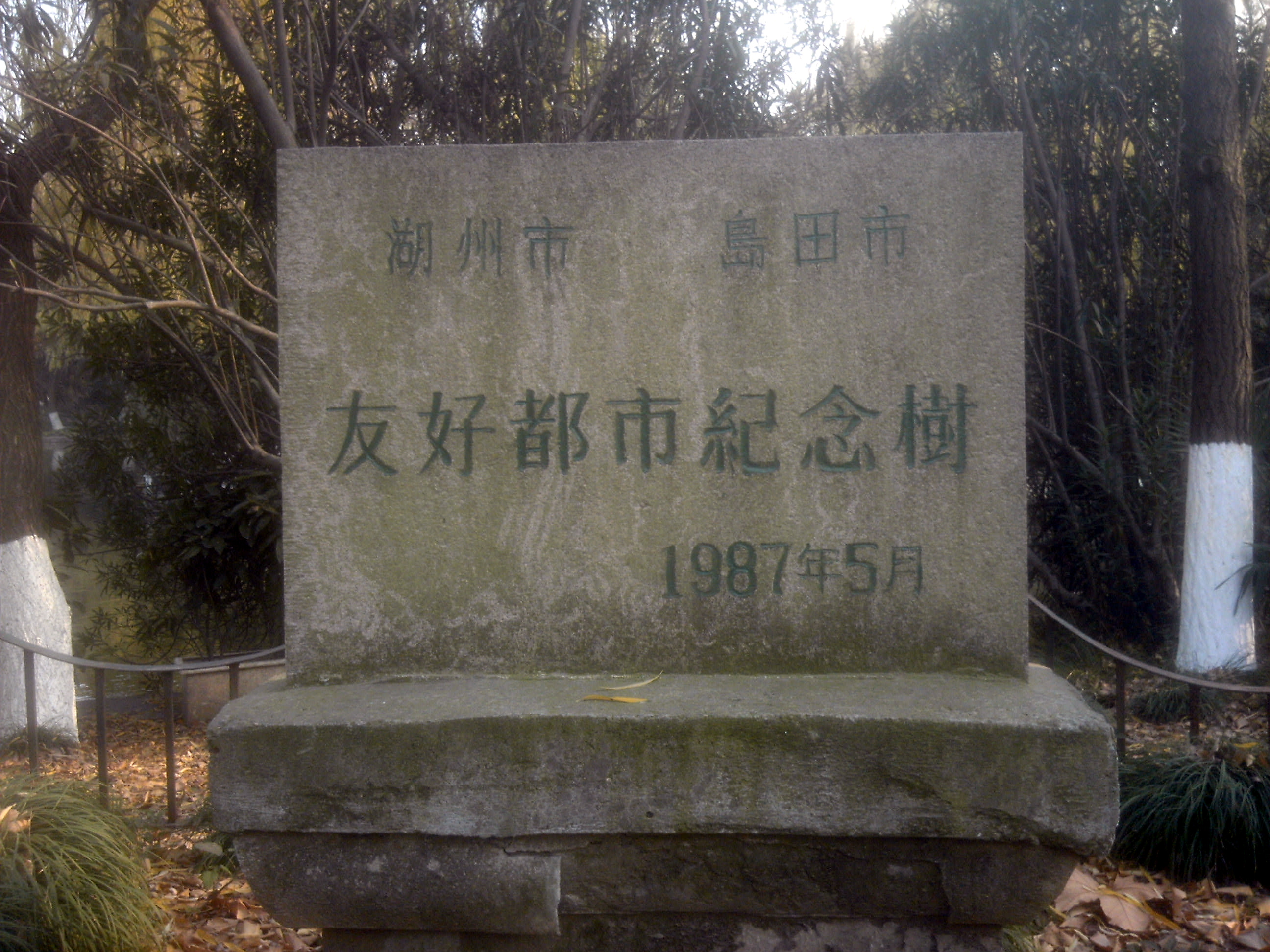
湖州市-島田市友好都市紀念樹

#### 国内
姉妹都市
- 氷見市（中部地方 富山県）
1987年（昭和62年）4月15日 金谷町が姉妹都市締結。
2005年（平成17年）9月27日 合併に伴い島田市として再締結

#### 海外
姉妹都市
- リッチモンド（アメリカ合衆国カリフォルニア州）
1961年（昭和36年）12月12日 姉妹都市提携
- ブリエンツ（スイス連邦ベルン州）
1996年（平成8年）8月10日 金谷町が姉妹都市締結。2006年(平成18年)8月 合併に伴い島田市として再締結

友好都市
- 湖州市（中華人民共和国浙江省）
1987年（昭和62年）5月30日 友好都市提携
- 東豆川市（大韓民国京畿道）
2011年（平成23年）11月2日 友好都市提携

## 経済
- 産業人口：41,087人（旧島田市。2000年国勢調査）

### 第一次産業

#### 農業
- 緑茶

### 第二次産業

#### 工業
製造業
- 製紙
- 自動車部品

### 第三次産業

#### 商業
主な商業施設
- おび・りあ

### 拠点を置く企業
- 大井川鐵道
- 丸清運輸
- カワサキ機工
- サンエムパッケージ
- 特種東海製紙
- 特種東海フォレスト
- 矢崎計器
- ハラダ製茶
- ティーライフ
- 木村飲料
- アロエ製薬
- シミックCMO株式会社静岡事業所　[7]
- 島田ガス
- 大河原グループ
- 中部衛生検査センター

## 情報・生活

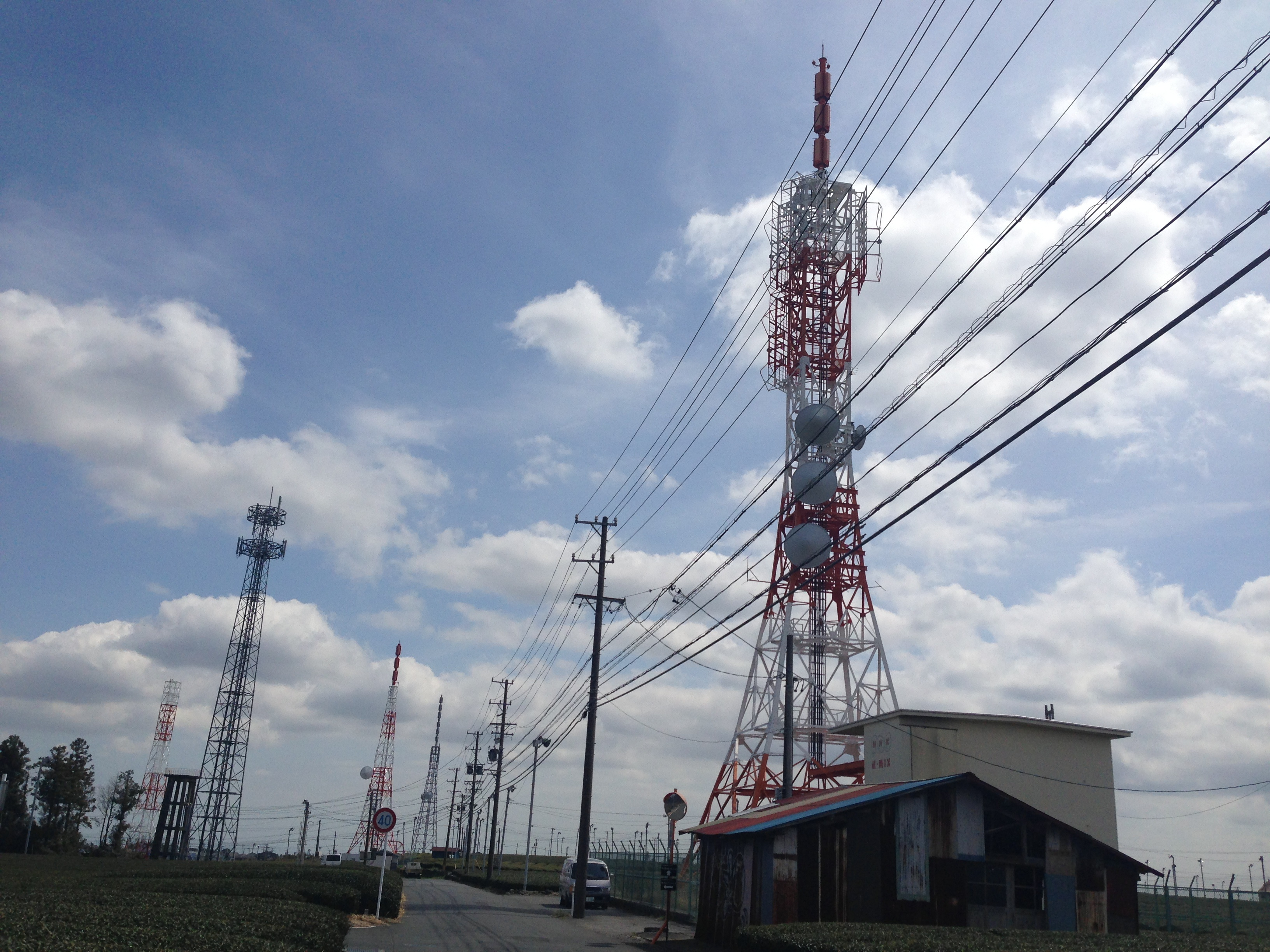
島田中継局

### マスメディア

#### 中継局
- 川根テレビ中継局
- 川根倉平テレビ中継局
- 川根五軒屋テレビ中継局
- 島田中継局
- 島田伊太テレビ中継局

### ライフライン

#### 上下水道
- 静岡県大井川広域水道企業団

#### 電信
- NTT西日本

市外局番
- 市外局番は市内全域で0547（島田MA）が用いられる。
  - 管轄するNTT西日本の支店はNTT西日本静岡支店（静岡市葵区）。

#### 処理施設
火葬場
- 島田市立島田市斎場
  - 火葬炉3基　汚物炉1基　この汚物炉を使用してペットの火葬を引き受けている。
- 島田市立静浄苑（旧金谷町立）
  - 火葬炉2基

## 教育・研究機関

### 高等専修学校
- 島田実業高等専修学校

### 専修学校
市立
- 島田市立看護専門学校

### 高等学校
県立
- 静岡県立島田高等学校
- 静岡県立島田商業高等学校
- 静岡県立島田工業高等学校
- 静岡県立ふじのくに国際高等学校

私立
- 島田樟誠高等学校

### 中学校
国立
- 静岡大学教育学部附属島田中学校

市立
- 島田市立島田第一中学校
- 島田市立島田第二中学校
- 島田市立六合中学校

- 島田市立初倉中学校
- 島田市立金谷中学校
- 島田市立川根中学校

### 小学校
市立
- 島田市立島田第一小学校
- 島田市立島田第二小学校
- 島田市立島田第三小学校
- 島田市立島田第四小学校
- 島田市立島田第五小学校

- 島田市立六合小学校
- 島田市立六合東小学校
- 島田市立大津小学校
- 島田市立初倉小学校

- 島田市立初倉南小学校
- 島田市立金谷小学校
- 島田市立五和小学校
- 島田市立川根小学校

### 幼児教育

#### 認定こども園
- みどり認定こども園
- 認定こども園島田学園付属幼稚園
- 認定こども園島田中央幼稚園
- 認定こども園伊久身幼稚園
- 認定こども園五和幼稚園

- 認定こども園エルフのみらい
- 認定こども園エルフのゆめ
- 認定こども園大津保育園
- 認定こども園五和保育園
- 認定こども園かわね保育園

#### 幼稚園
（私立幼稚園は、静岡県私立幼稚園振興協会加盟の園のみ掲載）
- 島田南幼稚園

- 島田北幼稚園

- 六合幼稚園

- 金谷幼稚園

#### 保育所
（認可保育所のみ掲載）
- 島田市立第一保育園
- 島田市立第三保育園
- 島田聖母保育園
- くりのみ保育園

- こばと保育園
- ゆたか保育園
- 島田ゆりかご保育所
- たけのこ保育園

- 初倉保育園
- 月坂保育園
- 神谷城保育園
- 金谷中央保育園

### 特別支援学校
県立
- 静岡県立吉田特別支援学校駿遠分教室（小・中）

#### 障害者支援施設
- こども発達支援センターふわり[8]
- 駿遠学園 [9]

## 交通

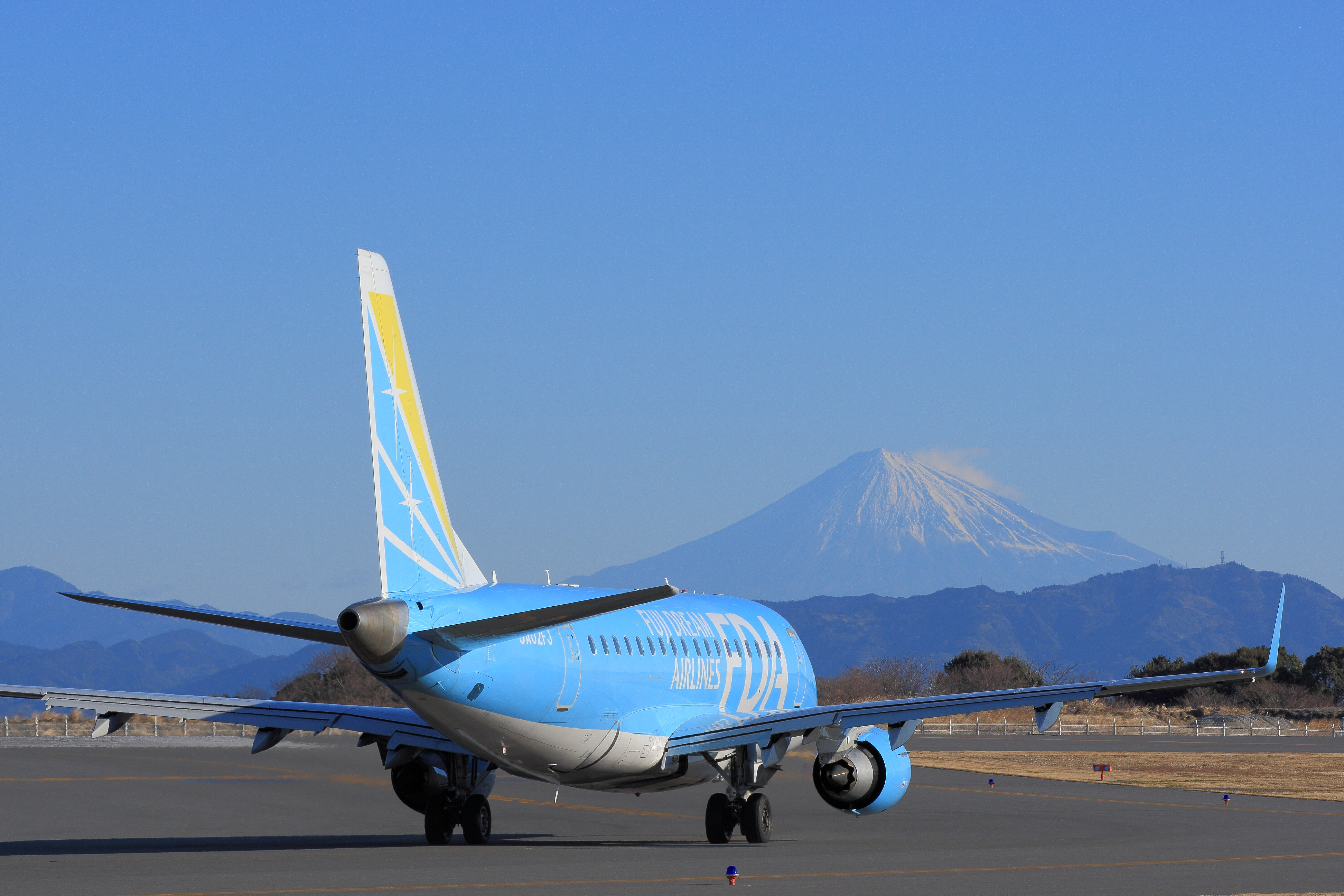
静岡空港

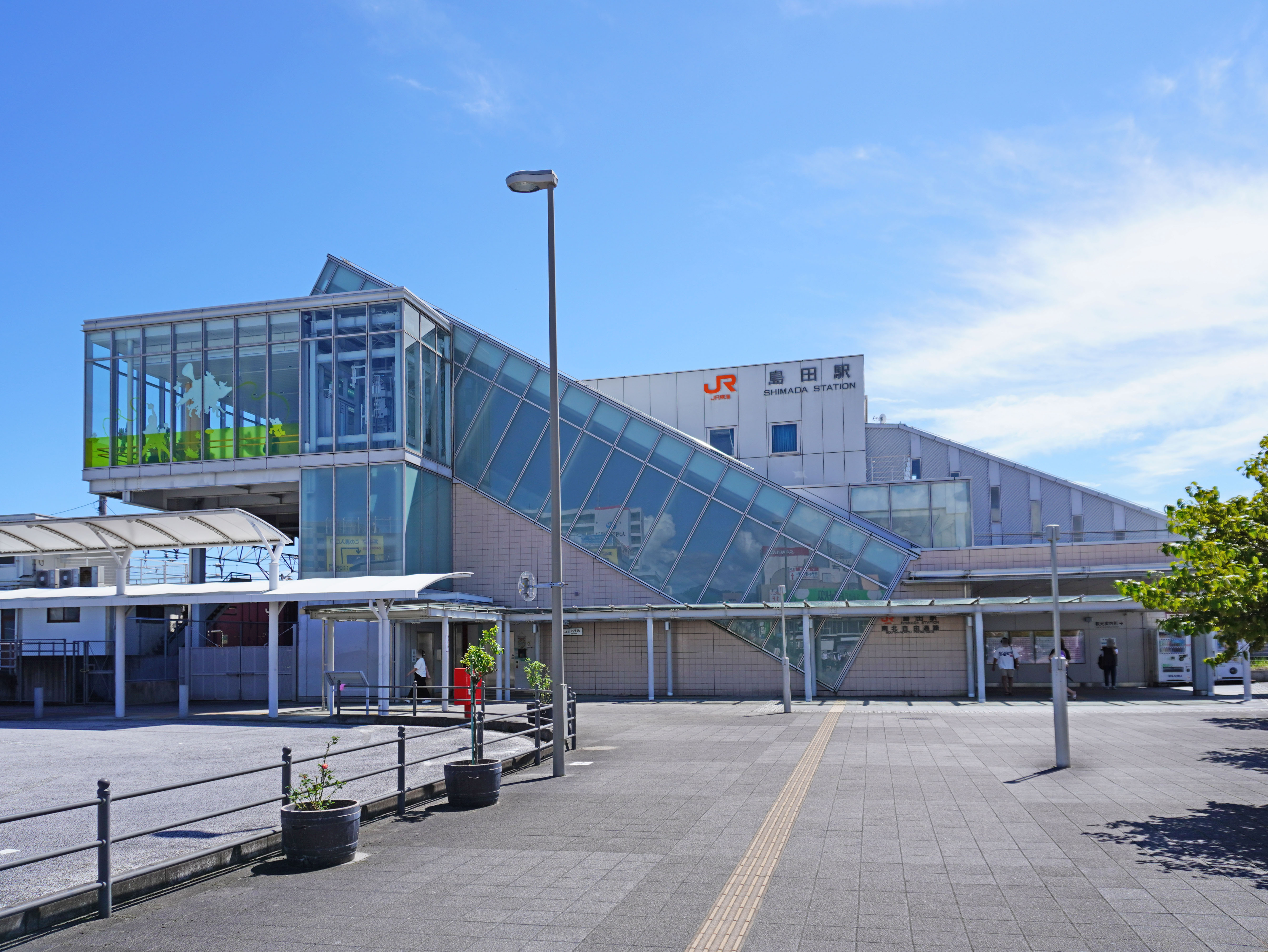
中心となる駅である島田駅

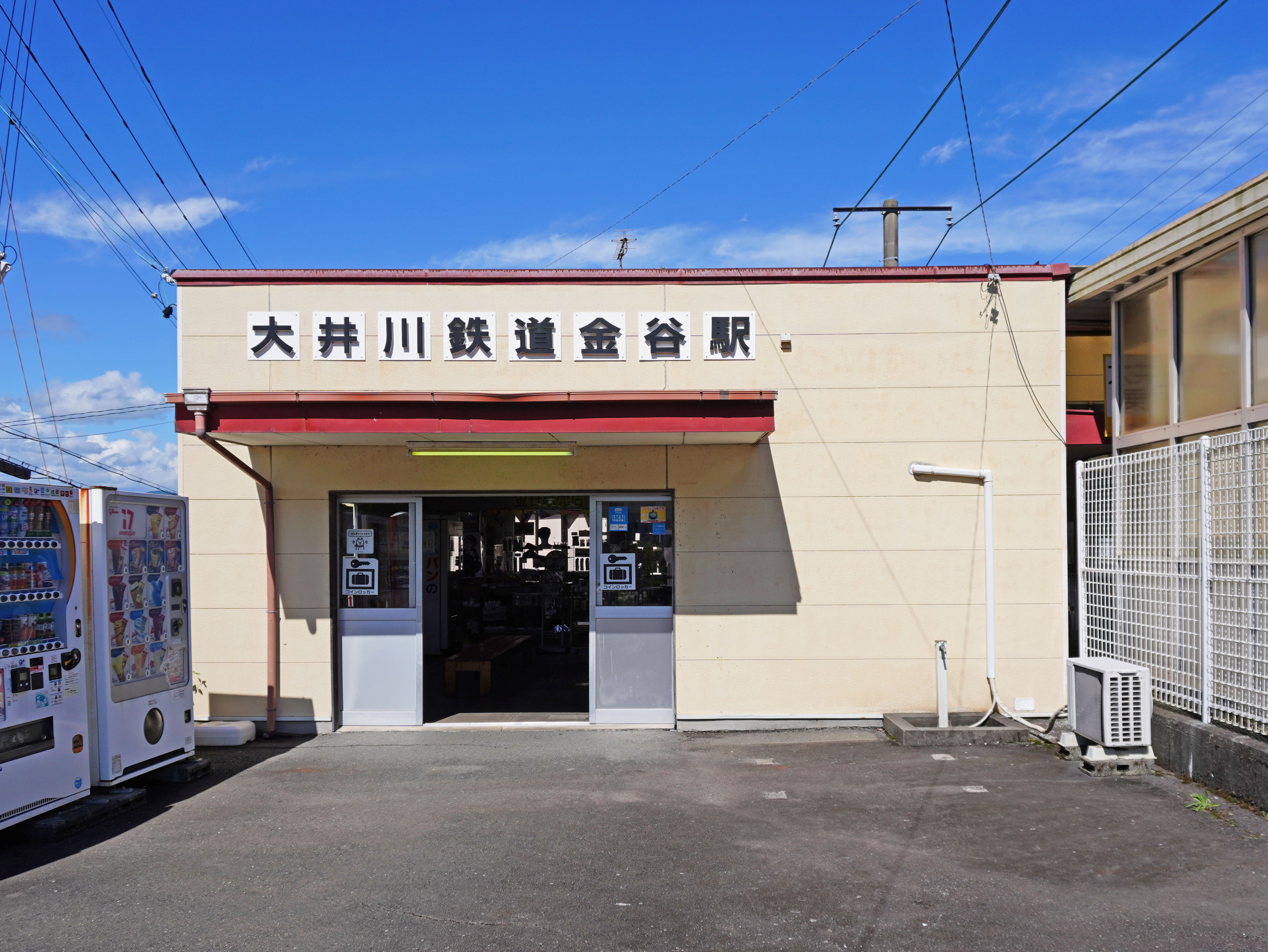
JR東海道本線と大井川鐵道大井川本線の双方が乗り入れる金谷駅

### 空路

#### 空港
- 静岡空港

### 鉄道
市の中心となる駅：島田駅

#### 新幹線
- 東海道新幹線が静岡駅 - 掛川駅間で当市を通過しており､牧之原市との境界部分では静岡空港の真下をトンネルで通過している。

#### 鉄道路線
東海旅客鉄道（JR東海）
- CA東海道本線：（藤枝市）- 六合駅 - 島田駅 - 金谷駅 -（菊川市）

大井川鐵道（大鉄）
- ■大井川本線：金谷駅 - 新金谷駅 - 代官町駅 - 日切駅 - 合格駅 - 門出駅 - 神尾駅 - 福用駅 - 大和田駅 - 家山駅 - 抜里駅 - 川根温泉笹間渡駅 -（川根本町）

### バス

#### 路線バス
- しずてつジャストライン
- 島田市自主運行バス
- 富士山静岡空港

### 道路

#### 高速道路
中日本高速道路（NXCO中日本）
- 東名高速道路：吉田IC（吉田町）、相良牧之原IC（牧之原市）
- 新東名高速道路：島田金谷IC

#### 国道
- 国道1号
- 国道473号

#### 県道
主要地方道
- 静岡県道34号島田吉田線
- 静岡県道39号掛川川根線
- 静岡県道55号島田停車場線
- 静岡県道63号藤枝天竜線
- 静岡県道64号島田川根線
- 静岡県道73号細江金谷線
- 静岡県道81号焼津森線

一般県道
- 静岡県道217号伊久美元島田線
- 静岡県道220号蔵田島田線
- 静岡県道227号島田大井川線
- 静岡県道228号新金谷停車場線
- 静岡県道230号住吉金谷線
- 静岡県道233号榛原金谷線

- 静岡県道234号吉沢金谷線
- 静岡県道265号家山停車場線
- 静岡県道342号河原大井川港線
- 静岡県道381号島田岡部線
- 静岡県道408号静岡空港線

#### 道の駅
- 道の駅川根温泉

#### 旧街道
- 東海道：嶋田宿、金谷宿

## 観光

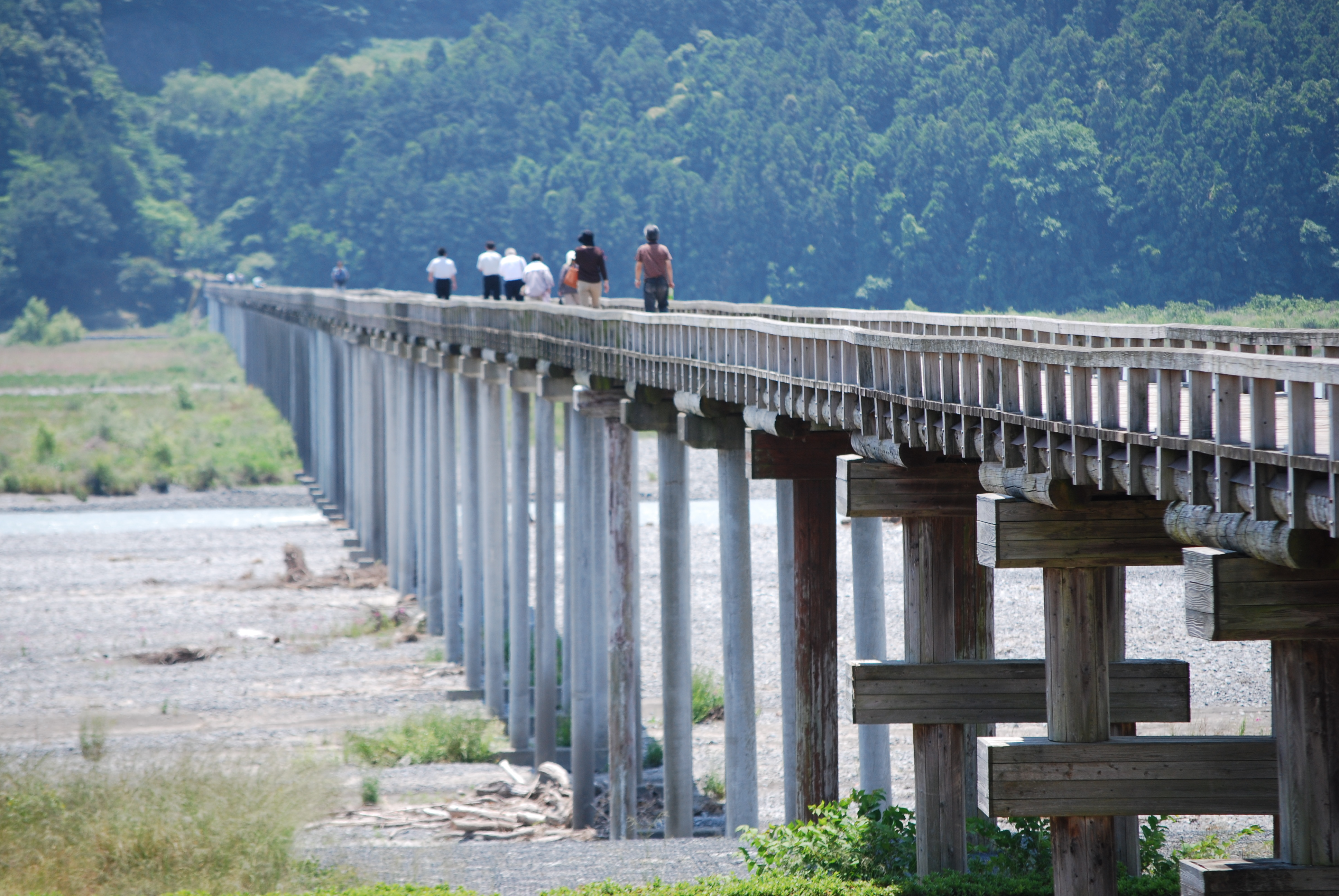
蓬萊橋

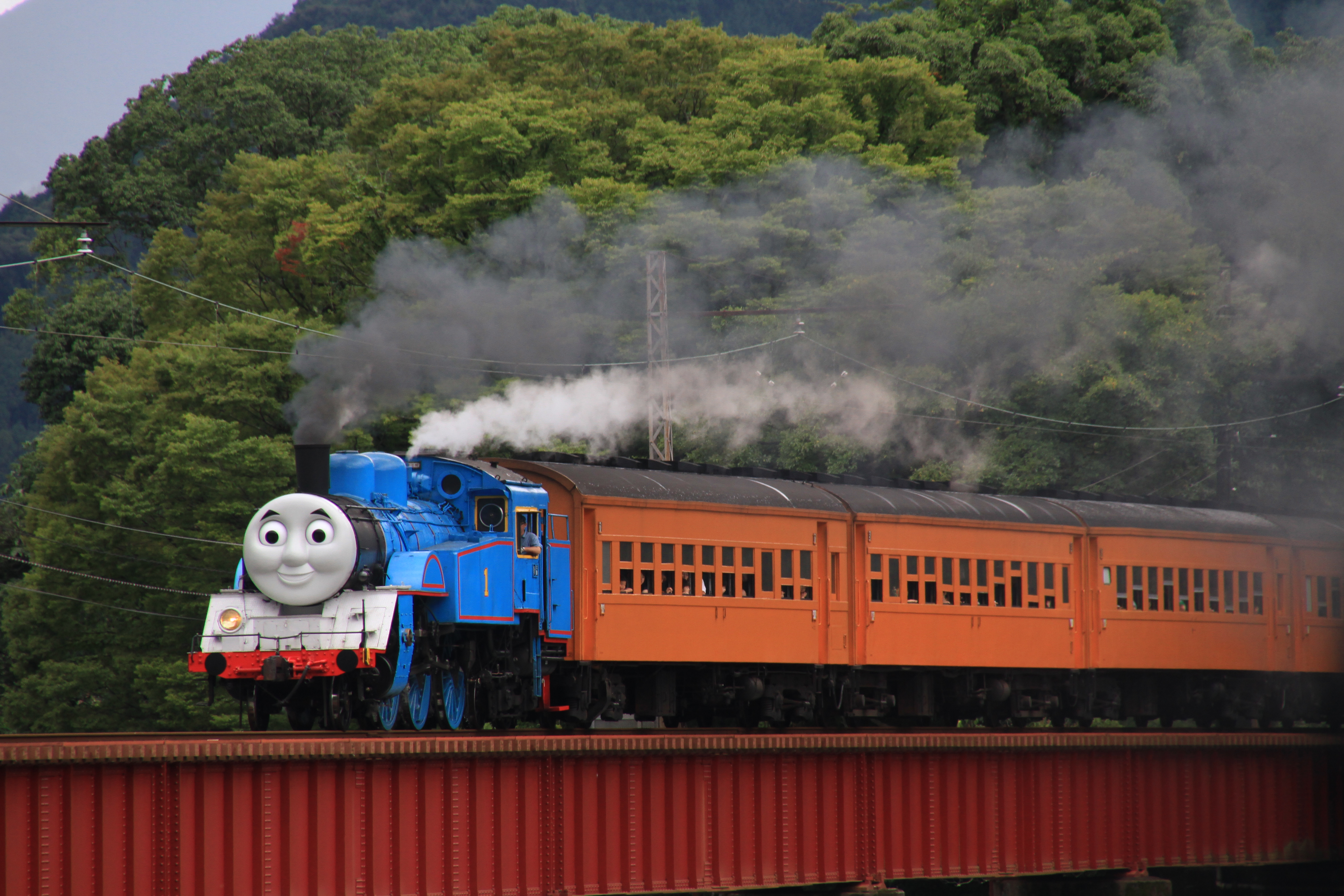
大井川鐵道

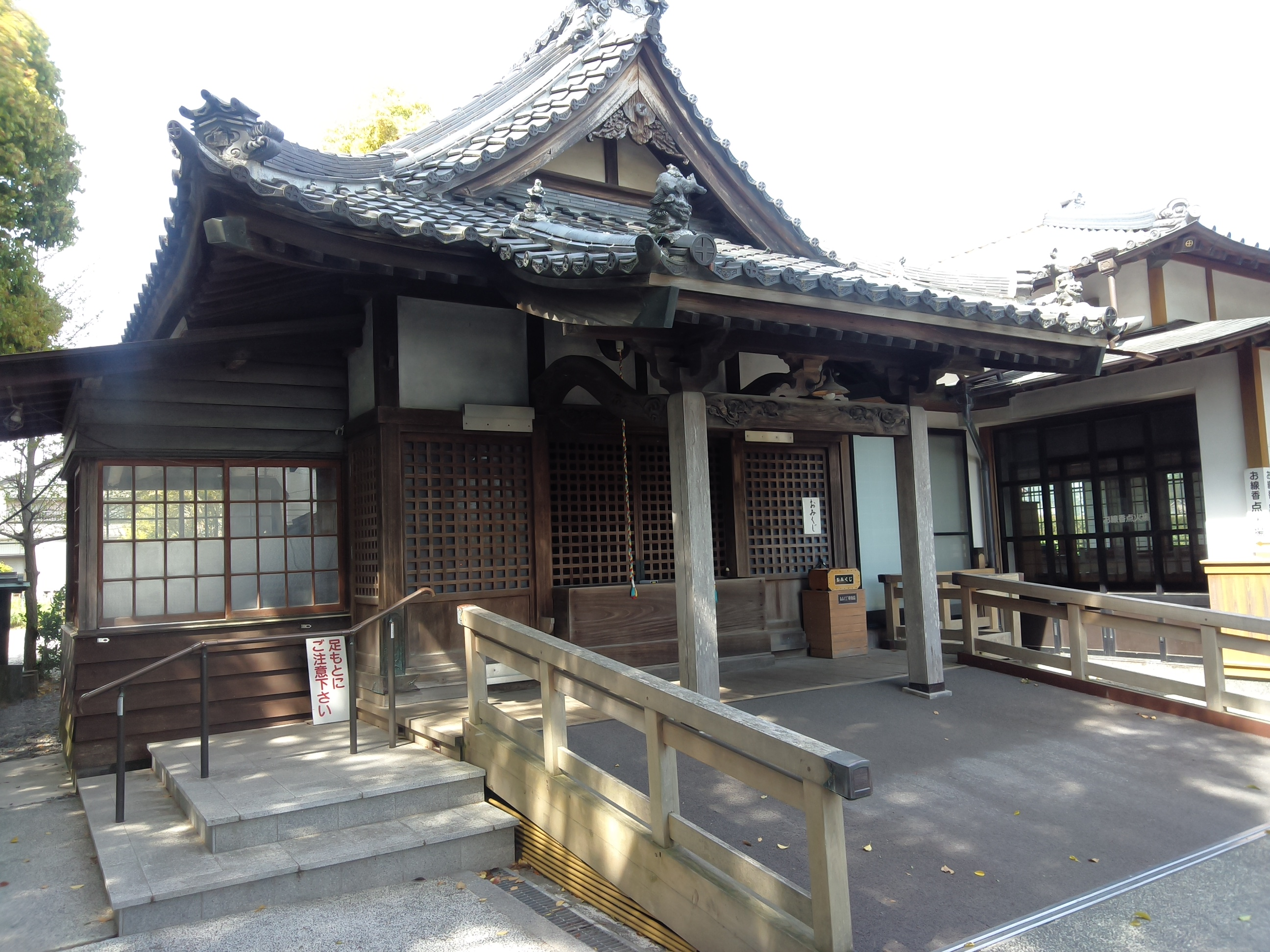
日限地蔵尊

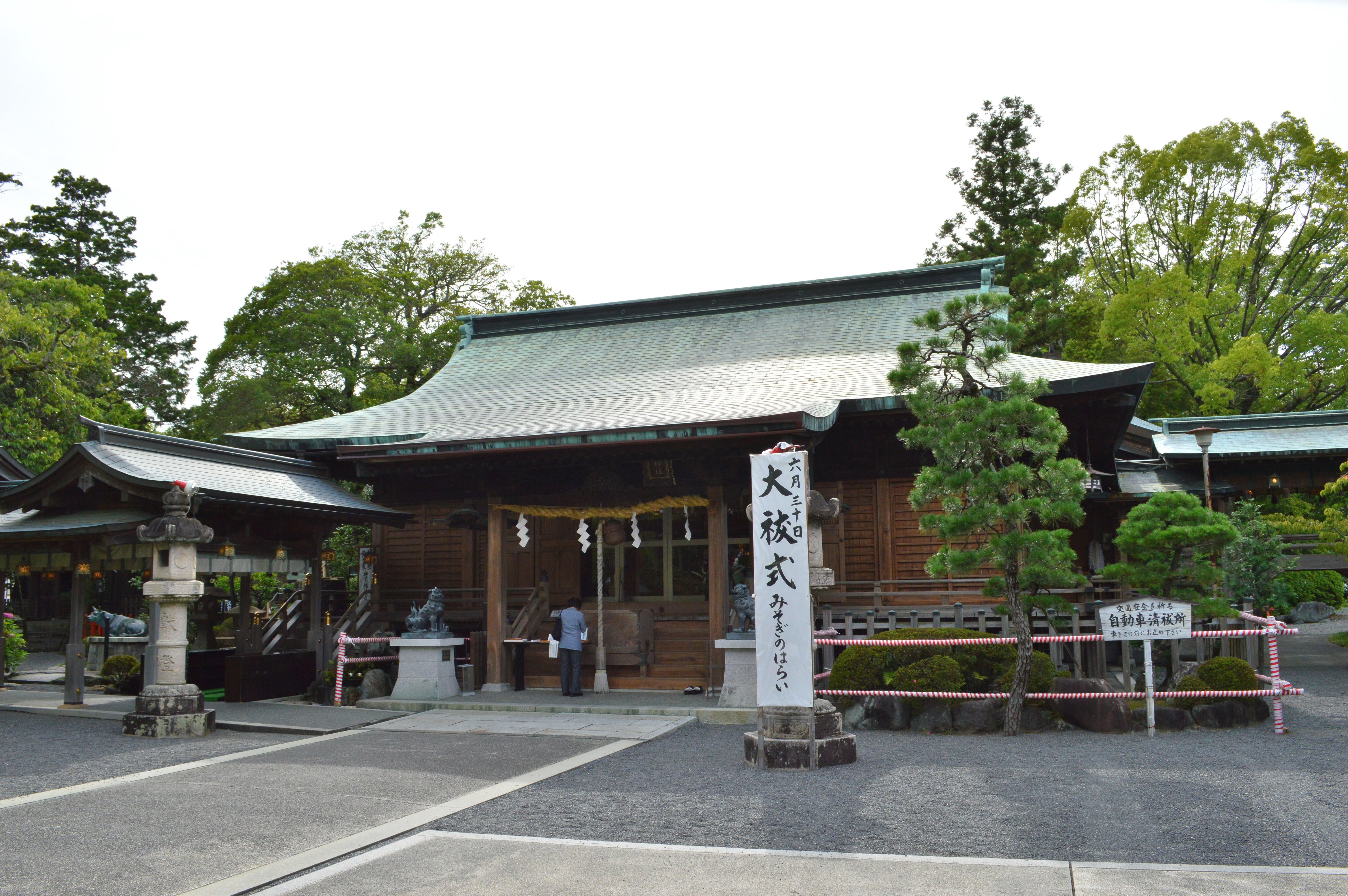
大井神社

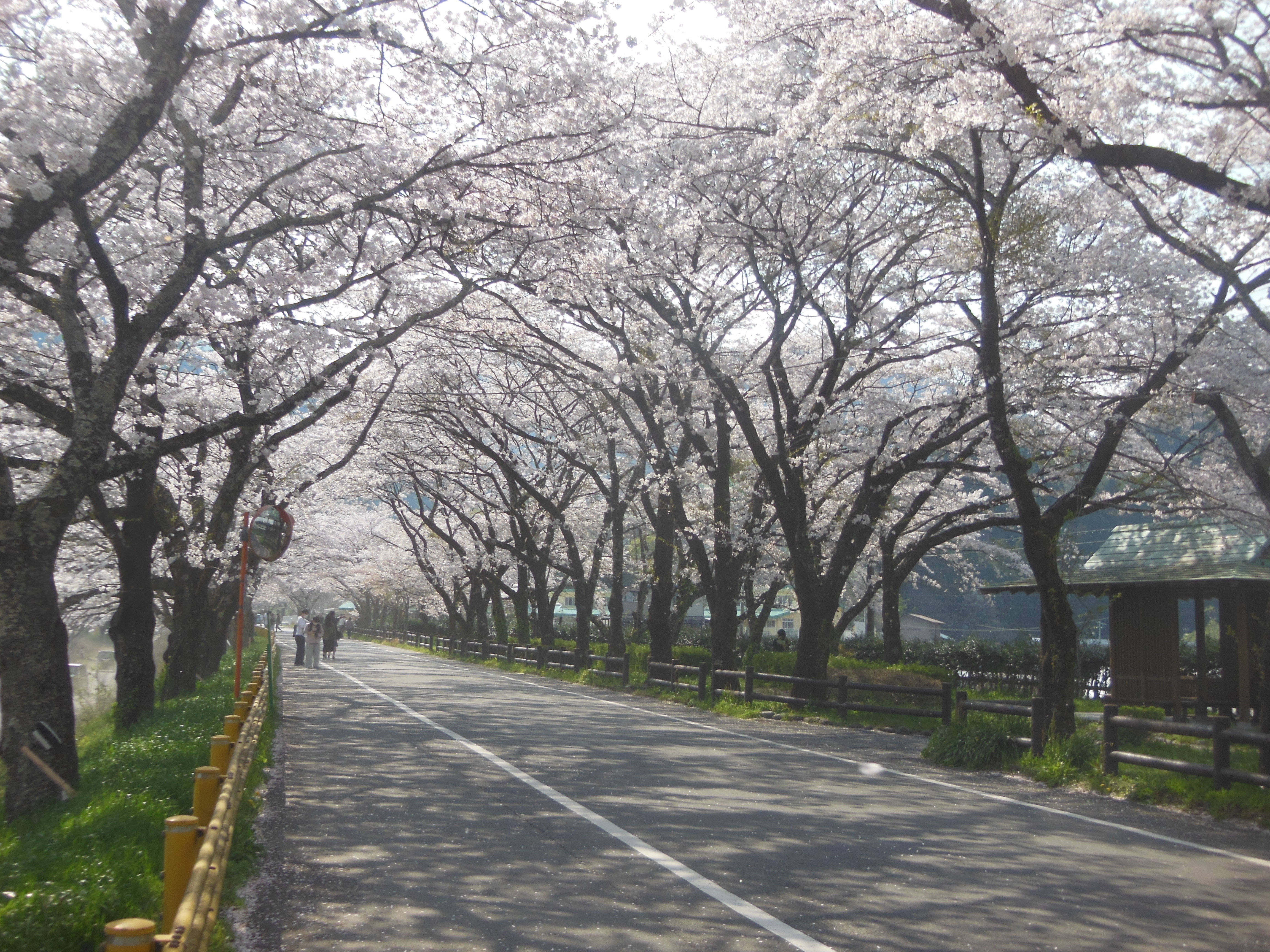
島田市川根桜トンネル

### 名所・旧跡
城郭
- 諏訪原城跡（国史跡）

神社
- 大井神社
- 稲荷神社
- 敬満神社

寺院
- 正覚寺

宿場町
- 東海道
  - 嶋田宿
  - 金谷宿

史跡
- 蓬萊橋
- 日限地蔵尊
- 天王山古墳

### 観光スポット
- 島田市ばらの丘公園
- 茶の都ミュージアム（旧お茶の郷）
- 牧之原公園
- 桜トンネル
- 大井川鐵道（SL）
- KADODE OOIGAWA

温泉・銭湯
- 川根温泉ふれあいの泉
- 田代の郷温泉(伊太和里の湯)
- 島田蓬莱の湯[10]

## 文化・名物

### 祭事・催事
- 島田大祭（帯まつり）
- 島田髷まつり
- 金谷茶まつり

### 名産・特産
- 島田茶
- 金谷茶
- 川根茶
- 切り干しいも（干しいも）
- 志戸呂焼

### スポーツ

#### 野球
- 山岸ロジスターズ（JABA）

#### サッカー
- 矢崎バレンテFC（東海社会人サッカーリーグ）

## 島田市出身の人物一覧

### 歴史的人物
- 虎御前（島田髷の考案者）
- 宗長（連歌師、「急がば回れ」の作者）

### 学者
- 松村博司（中古文学、名古屋大学名誉教授、日本学士院賞 1958年）
- 加藤健三（宮内庁皇太后宮侍医長、昭和天皇の治療に当たり香淳皇后を看取った）

### 映画監督
- 岩田ユキ（映画監督）
- 志村敏夫（脚本家、映画監督）

### 音楽家
- 池田幸広（チューバ奏者）
- 後藤正文（ミュージシャン、ASIAN KUNG-FU GENERATION）
- 清水靖晃 (サキソフォン奏者、作曲家)
- 諭吉佳作/men (シンガーソングライター)

### アナウンサー
- 田代親世（フリーアナウンサー、コラムニスト）
- 塚本貴之（NHKアナウンサー）
- 中村幹男（元アナウンサー）
- 栗田麻理（静岡朝日テレビアナウンサー）
- 中野結香（元静岡朝日テレビアナウンサー）[11][12]

### スポーツ選手・関係者
- 小野澤宏時（ラグビー選手）
- 河村崇大（サッカー選手）
- ターザン後藤（プロレスラー）
- 成岡翔（サッカー選手）
- 榊原菜那（バレーボール選手）
- 仁藤拓馬（元プロ野球選手）
- 鈴木宏基（プロ野球審判員）
- 増田信晃（プロボクサー）
- 山本真希（サッカー選手）
- 田村勤（元プロ野球選手）
- 池田耀平（陸上競技選手）
- 森下知幸（高校野球指導者）

### 芸能人
- 岸本加世子（女優）
- 別所哲也（俳優）
- 八木瑞生（元俳優）
- 二代目古今亭圓菊（落語家）
- コンバット満（タレント）
- 三遊亭遊喜（落語家）
- 松島聡（timelesz）
- 松村北斗 (SixTONES)

### 画家
- 北川民次（洋画家）

### 議員
- 牧野京夫（参議院議員）
- 森昌也（元静岡県議会議員、元島田市長、元島田市議会議員）

### 島田市に関係の深い人物
- 赤堀政夫　（元死刑囚　四大死刑冤罪事件島田事件の元死刑囚)
- 今井信郎　（元京都見廻組隊士　旧榛原郡初倉村村長）